# Österreich-Rundfahrt 2017

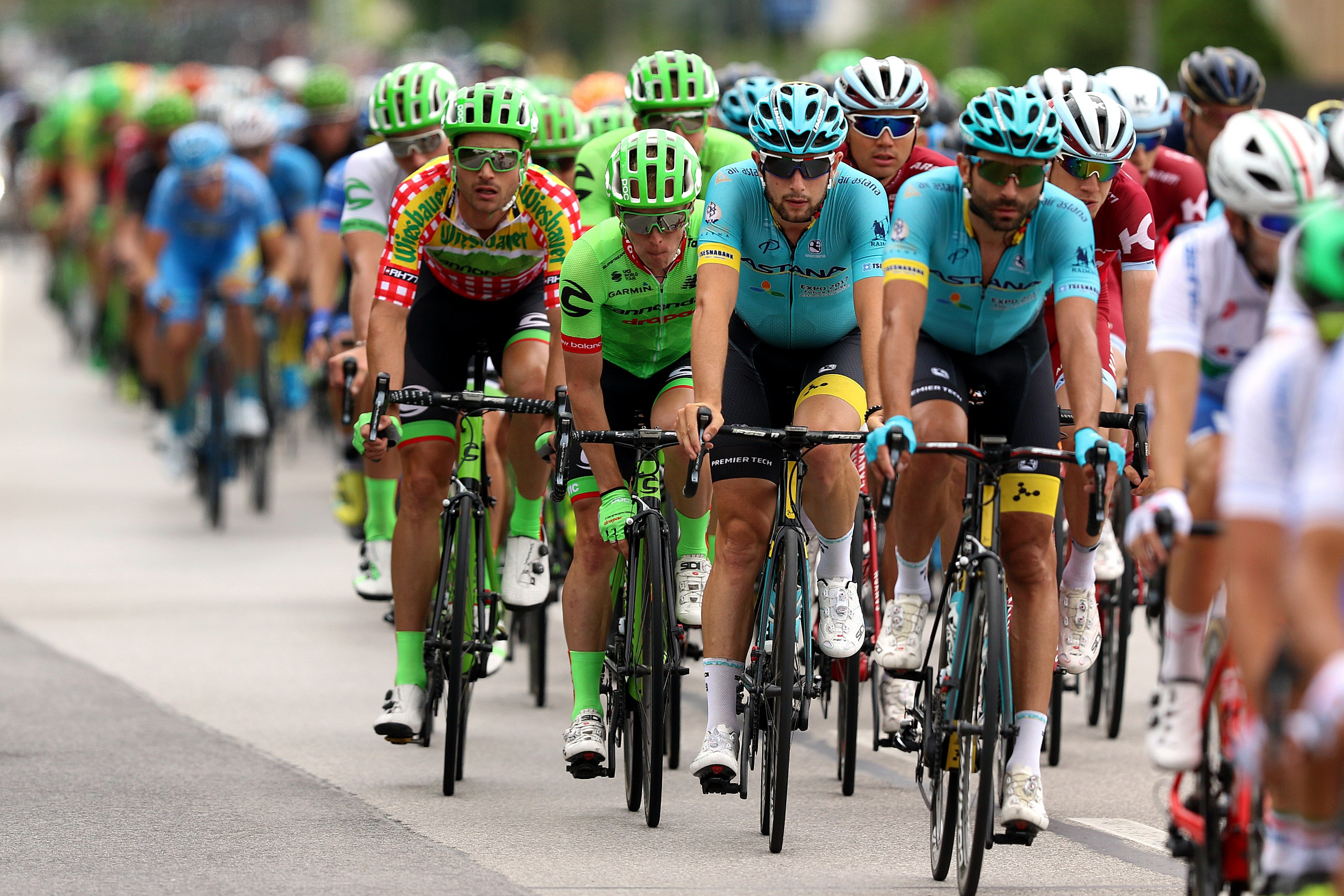
Impression von der 1. Etappe

Die 69. Österreich-Rundfahrt 2017 ist ein österreichisches Straßenradrennen. Das Etappenrennen fand von 2. bis 8. Juli 2017 statt. Das Radrennen gehörte zur UCI Europe Tour 2017 und wurde dort in der Kategorie 2.1 eingestuft. Die Rundfahrt wurde in der steirischen Landeshauptstadt Graz mit dem 0,8 Kilometer langen Prolog auf den Schlossberg gestartet und führte auf sechs Etappen durch sieben Bundesländer. Zielort war nach 1192,2 Kilometern und 8625 Höhenmetern Wels in Oberösterreich. Höhepunkte der Tour 2017 waren die Zielankunft der vierten Etappe auf dem Kitzbüheler Horn und die Überquerung des Großglockners auf der fünften Etappe. Lediglich das Burgenland und Vorarlberg wurden von der Rundfahrt nicht berührt. Dafür verlief die fünfte Etappe zwischen dem Walserberg und dem Steinpass über deutsches Staatsgebiet.
Insgesamt waren 15 Teams mit jeweils 8 Fahrern und 3 Teams mit jeweils 7 Fahrern am Start. Diese 141 Fahrer setzten sich aus 31 Nationen zusammen. Die meisten Teilnehmer kamen aus Österreich (31 Fahrer), gefolgt von Niederlande (13), Italien (12), Frankreich, Russland (je 10) sowie Deutschland (8). Für die Schweiz treten nur 3 Fahrer an. Fünf Mannschaften gehörten der Kategorie UCI WorldTeam/Nationalteam, sieben der Kategorie UCI Continental Team und sechs der Kategorie Continental Team an. Letztlich erreichten 119 Fahrer das Ziel.
Zu den bekanntesten Startern gehörten Elia Viviani, Rein Taaramäe, Ilnur Zakarin, Miguel Ángel López, Igor Anton, Alexander Foliforov, Pieter Weening, Yoann Bagot Patrick Schelling sowie der Österreicher Riccardo Zoidl.
Die Rundfahrt endete mit der schnellsten Gesamtzeit des Österreichers Stefan Denifl (Team Aqua Blue Sport), der nach der vierten Etappe am Kitzbüheler Horn die Führung übernahm. Damit hätte es nach 2013, wo sich Riccardo Zoidl durchsetzte, wieder einen österreichischen Sieg gegeben. Auf den Plätzen folgten mit einem Rückstand von 37 Sekunden der Spanier Delio Fernández (Team Delko Marseille Provence KTM) und der Kolumbianer Miguel Ángel López (Team Astana Pro Team), der 59 Sekunden zurücklag. Beinahe hätte ein zweiter Österreicher, Felix Großschartner, der ursprünglich den Sprung aufs Siegespodest als Vierter lediglich um eine Sekunde verpasst hatte, landete mit fast zwei Jahren Verspätung auf dem dritten Platz, denn Denifl wurden nach seinem Doping-Geständnis im Rahmen der Operation Aderlass auch alle seit 2014 erzielten Ergebnisse aberkannt.
In der Bergwertung fing der Holländer Pieter Weening (Team Roompot-Nederlandse Loterij), der als „Glocknerkönig“ den Grundstein zu seinem Erfolg legte, auf der allerletzten Wertung den bis dahin führenden Österreicher Stephan Rabitsch (Team Felbermayr Simplon Wels) noch ab. Ähnlich erging es in der Punktewertung dem bis dahin führenden Italiener Elia Viviani (Team Nazionale Italiana), der vom Belgier Sep Vanmarcke (Team Cannondale Drapac) noch abgefangen wurde. Die Teamwertung sicherte sich Team Dimension Data vor Team Gazprom-Rusvelo (5:42 Rückstand) und Team Roompot-Nederlandse Loterij (10:07 zurück).

## Teilnehmende Mannschaften
| UCI WorldTeam (4)                                                                  | UCI Continental Team (7) | Continental Team (6) | Nationalteams (1)    |
| ---------------------------------------------------------------------------------- | --- | --- | -------------------- |
| - Astana Pro Team - Cannondale Drapac - Team Dimension Data - Team Katusha Alpecin | - Aqua Blue Sport - Cofidis, Solutions Crédits - Delko Marseille Provence KTM - Gazprom-RusVelo - Israel Cycling Academy - CCC Sprandi Polkowice - Roompot-Nederlandse Loterij | - Amplatz-BMC - Felbermayr Simplon Wels - Hrinkow Advarics Cycleang - WSA-Greenlife - Tirol Cycling Team - Team Vorarlberg | - Nazionale Italiana |

## Teilnehmer, Startnummern und Ergebnisse
| (CCC) Sprandi Polkowice  | (CCC) Sprandi Polkowice  | (CCC) Sprandi Polkowice  | (CCC) Sprandi Polkowice  |     | (ITA) Nazionale Italiana         | (ITA) Nazionale Italiana         | (ITA) Nazionale Italiana         | (ITA) Nazionale Italiana         |                     | (KAT) Team Katusha Alpecin        | (KAT) Team Katusha Alpecin        | (KAT) Team Katusha Alpecin        | (KAT) Team Katusha Alpecin        |                    | (CDT) Cannondale Drapac            | (CDT) Cannondale Drapac            | (CDT) Cannondale Drapac            | (CDT) Cannondale Drapac            |      | (AST) Astana Pro Team               | (AST) Astana Pro Team               | (AST) Astana Pro Team               | (AST) Astana Pro Team               |
| Nr.                      | Fahrer                   | Nation                   | Rang                     | Nr. | Fahrer                           | Nation                           | Rang                             | Nr.                              | Fahrer              | Nation                            | Rang                              | Nr.                               | Fahrer                            | Nation             | Rang                               | Nr.                                | Fahrer                             | Nation                             | Rang |                                     |                                     |                                     |                                     |
| ------------------------ | ------------------------ | ------------------------ | ------------------------ | --- | -------------------------------- | -------------------------------- | -------------------------------- | -------------------------------- | ------------------- | --------------------------------- | --------------------------------- | --------------------------------- | --------------------------------- | ------------------ | ---------------------------------- | ---------------------------------- | ---------------------------------- | ---------------------------------- | ---- | ----------------------------------- | ----------------------------------- | ----------------------------------- | ----------------------------------- |
| 1                        | Felix Großschartner      | Osterreich               | 004.                     | 11  | Vincenzo Albanese                | Italien                          | 107.                             | 21                               | Jenthe Biermans     | Belgien                           | 051.                              | 31                                | Brendan Canty                     | Australien         | DNF                                | 41                                 | Laurens De Vreese                  | Belgien                            | 077. |                                     |                                     |                                     |                                     |
| 2                        | Jakub Kaczmarek          | Polen                    | 044.                     | 12  | Davide Ballerini                 | Italien                          | 073.                             | 22                               | Sven Erik Bystrøm   | Norwegen                          | 040.                              | 32                                | William Clarke                    | Australien         | 063.                               | 42                                 | Oscar Gatto                        | Italien                            | 055. |                                     |                                     |                                     |                                     |
| 3                        | Marcin Mrożek            | Polen                    | 105.                     | 13  | Manuel Belletti                  | Italien                          | 075.                             | 23                               | Pawel Kotschetkow   | Russland                          | 021.                              | 33                                | Kristijan Koren                   | Slowenien          | 071.                               | 43                                 | Truls Engen Korsæth                | Norwegen                           | 103. |                                     |                                     |                                     |                                     |
| 4                        | Michał Paluta            | Polen                    | 118.                     | 14  | Giulio Ciccone                   | Italien                          | 006.                             | 24                               | Marco Mathis        | Deutschland                       | 112.                              | 34                                | Ryan Mullen                       | Irland             | 093.                               | 44                                 | Miguel Ángel López                 | Kolumbien                          | 003. |                                     |                                     |                                     |                                     |
| 5                        | Leszek Plucinski         | Polen                    | 037.                     | 15  | Iuri Filosi                      | Italien                          | DNS                              | 25                               | Jhonatan Restrepo   | Kolumbien                         | DNF                               | 35                                | Thomas Scully                     | Neuseeland         | 069.                               | 45                                 | Riccardo Minali                    | Italien                            | 104. |                                     |                                     |                                     |                                     |
| 6                        | Michal Schlegel          | Tschechien               | 38.                      | 16  | Simone Velasco                   | Italien                          | 025.                             | 26                               | Rein Taaramäe       | Estland                           | 011.                              | 36                                | Tom-Jelte Slagter                 | Niederlande        | 029.                               | 46                                 | Moreno Moser                       | Italien                            | DNF  |                                     |                                     |                                     |                                     |
| 7                        | Patryk Stosz             | Polen                    | 101.                     | 17  | Andrea Vendrame                  | Italien                          | 058.                             | 27                               | Ángel Vicioso Arcos | Spanien                           | 099.                              | 37                                | Sep Vanmarcke                     | Belgien            | 041.                               | 47                                 | Nikita Stalnow                     | Kasachstan                         | 030. |                                     |                                     |                                     |                                     |
| 8                        | Jan Tratnik              | Slowenien                | 090.                     | 18  | Elia Viviani                     | Italien                          | 094.                             | 28                               | Ilnur Zakarin       | Russland                          | 023.                              | 38                                | Alex Howes                        | Vereinigte Staaten | 056.                               | 48                                 | Artjom Sacharow                    | Kasachstan                         | 060. |                                     |                                     |                                     |                                     |
| T                        | Tomasz Brożyna           |                          | –                        | T   | Marino Amadori                   |                                  | –                                | T                                | Xavier Florencio    |                                   | –                                 | T                                 | Ken Vanmarcke                     |                    | –                                  | T                                  | Lars Michaelsen                    |                                    | –    |                                     |                                     |                                     |                                     |
|                          |                          |                          |                          |     |                                  |                                  |                                  |                                  |                     |                                   |                                   |                                   |                                   |                    |                                    |                                    |                                    |                                    |      |                                     |                                     |                                     |                                     |
| (DDD) Dimension Data     | (DDD) Dimension Data     | (DDD) Dimension Data     | (DDD) Dimension Data     |     | (COF) Cofidis, Solutions Crédits | (COF) Cofidis, Solutions Crédits | (COF) Cofidis, Solutions Crédits | (COF) Cofidis, Solutions Crédits |                     | (RNL) Roompot-Nederlandse Loterij | (RNL) Roompot-Nederlandse Loterij | (RNL) Roompot-Nederlandse Loterij | (RNL) Roompot-Nederlandse Loterij |                    | (DMP) Delko Marseille Provence KTM | (DMP) Delko Marseille Provence KTM | (DMP) Delko Marseille Provence KTM | (DMP) Delko Marseille Provence KTM |      | (GAZ) Gazprom-RusVelo               | (GAZ) Gazprom-RusVelo               | (GAZ) Gazprom-RusVelo               | (GAZ) Gazprom-RusVelo               |
| Nr.                      | Fahrer                   | Nation                   | Rang                     | Nr. | Fahrer                           | Nation                           | Rang                             | Nr.                              | Fahrer              | Nation                            | Rang                              | Nr.                               | Fahrer                            | Nation             | Rang                               | Nr.                                | Fahrer                             | Nation                             | Rang |                                     |                                     |                                     |                                     |
| 51                       | Igor Antón               | Spanien                  | 035.                     | 61  | Yoann Bagot                      | Frankreich                       | 066.                             | 71                               | Tim Ariesen         | Niederlande                       | DNF                               | 81                                | –                                 | –                  | –                                  | 91                                 | Sergei Firsanow                    | Russland                           | 017. |                                     |                                     |                                     |                                     |
| 52                       | Mekseb Debesay           | Eritrea                  | 018.                     | 62  | Loïc Chetout                     | Frankreich                       | 084.                             | 72                               | Pim Ligthart        | Niederlande                       | 059.                              | 82                                | Rémy Di Gregorio                  | Frankreich         | 031.                               | 92                                 | Alexander Foliforov                | Russland                           | DNF  |                                     |                                     |                                     |                                     |
| 53                       | Ryan Gibbons             | Sudafrika                | 036.                     | 63  | Jerome Cousin                    | Frankreich                       | DNF                              | 73                               | Oscar Riesebeek     | Niederlande                       | 095.                              | 83                                | Daniel Diaz                       | Argentinien        | 089.                               | 93                                 | Sergej Nikolajew                   | Russland                           | 070. |                                     |                                     |                                     |                                     |
| 54                       | Ben O’Connor             | Australien               | 005.                     | 64  | –                                | –                                | –                                | 74                               | Martijn Tusveld     | Niederlande                       | 010.                              | 84                                | Delio Fernández                   | Spanien            | 002.                               | 94                                 | Artem Nych                         | Russland                           | 020. |                                     |                                     |                                     |                                     |
| 55                       | Youcef Reguigui          | Algerien                 | DNF                      | 65  | Dorian Godon                     | Frankreich                       | 072.                             | 75                               | Nick van der Lijke  | Niederlande                       | 022.                              | 85                                | Thierry Hupond                    | Frankreich         | 086.                               | 95                                 | Artem Owetschkin                   | Russland                           | 067. |                                     |                                     |                                     |                                     |
| 56                       | Daniel Teklehaimanot     | Eritrea                  | 007.                     | 66  | Mathias Le Turnier               | Frankreich                       | 019.                             | 76                               | Etienne van Empel   | Niederlande                       | DNF                               | 86                                | Angel Madrazo Ruiz                | Spanien            | 009.                               | 96                                 | Alexander Porsew                   | Russland                           | DNF  |                                     |                                     |                                     |                                     |
| 57                       | Jay Robert Thomson       | Sudafrika                | 027.                     | 67  | Anthony Perez                    | Frankreich                       | 028.                             | 77                               | Sjoerd Van Ginneken | Niederlande                       | 049.                              | 87                                | Yannick Martinez                  | Frankreich         | 061.                               | 97                                 | Alexei Rybalkin                    | Russland                           | 008. |                                     |                                     |                                     |                                     |
| 58                       | Johann van Zyl           | Sudafrika                | 079.                     | 68  | Clément Venturini                | Frankreich                       | 032.                             | 78                               | Pieter Weening      | Niederlande                       | 013.                              | 88                                | Gatis Smukulis                    | Lettland           | 081.                               | 98                                 | Iwan Sawizki                       | Russland                           | 039. |                                     |                                     |                                     |                                     |
| T                        | Alex Sans Vega           |                          | –                        | T   | Christian Guiberteau             |                                  | –                                | T                                | Geert Van Diepen    |                                   | –                                 | T                                 | Freddy Lecarpentier               |                    | –                                  | T                                  | Sergei Klimow                      |                                    | –    |                                     |                                     |                                     |                                     |
|                          |                          |                          |                          |     |                                  |                                  |                                  |                                  |                     |                                   |                                   |                                   |                                   |                    |                                    |                                    |                                    |                                    |      |                                     |                                     |                                     |                                     |
| (ABS) Aqua Blue Sport    | (ABS) Aqua Blue Sport    | (ABS) Aqua Blue Sport    | (ABS) Aqua Blue Sport    |     | (ICA) Israel Cycling Academy     | (ICA) Israel Cycling Academy     | (ICA) Israel Cycling Academy     | (ICA) Israel Cycling Academy     |                     | (AMP) Amplatz-BMC                 | (AMP) Amplatz-BMC                 | (AMP) Amplatz-BMC                 | (AMP) Amplatz-BMC                 |                    | (RSW) Felbermayr Simplon Wels      | (RSW) Felbermayr Simplon Wels      | (RSW) Felbermayr Simplon Wels      | (RSW) Felbermayr Simplon Wels      |      | (HAC) Hrinkow Advarics Cycleangteam | (HAC) Hrinkow Advarics Cycleangteam | (HAC) Hrinkow Advarics Cycleangteam | (HAC) Hrinkow Advarics Cycleangteam |
| Nr.                      | Fahrer                   | Nation                   | Rang                     | Nr. | Fahrer                           | Nation                           | Rang                             | Nr.                              | Fahrer              | Nation                            | Rang                              | Nr.                               | Fahrer                            | Nation             | Rang                               | Nr.                                | Fahrer                             | Nation                             | Rang |                                     |                                     |                                     |                                     |
| 101                      | Matthew Brammeier        | Irland                   | DNF                      | 111 | Guillaume Boivin                 | Kanada                           | 048.                             | 121                              | Andi Bajc           | Slowenien                         | DNF                               | 131                               | Markus Eibegger                   | Osterreich         | 052.                               | 141                                | Patrick Bosman                     | Osterreich                         | 046. |                                     |                                     |                                     |                                     |
| 102                      | Stefan Denifl            | Osterreich               | 001.                     | 112 | Zakkari Dempster                 | Australien                       | DNF                              | 122                              | Marek Čanecký       | Slowakei                          | 053.                              | 132                               | Matija Kvasina                    | Kroatien           | DNF                                | 142                                | Nils Friedl                        | Osterreich                         | 119. |                                     |                                     |                                     |                                     |
| 103                      | Andrew Fenn              | Vereinigtes Konigreich   | 096.                     | 113 | José Manuel Díaz                 | Spanien                          | 065.                             | 123                              | Gerd Fidler         | Osterreich                        | DNF                               | 133                               | Daniel Lehner                     | Osterreich         | 062.                               | 143                                | Florian Gaugl                      | Osterreich                         | DNF  |                                     |                                     |                                     |                                     |
| 104                      | Mark Christian           | Vereinigtes Konigreich   | DNF                      | 114 | Jason Lowndes                    | Australien                       | 100.                             | 124                              | Rok Korošec         | Slowenien                         | 097.                              | 134                               | Marcel Neuhauser                  | Osterreich         | 106.                               | 144                                | Andreas Graf                       | Osterreich                         | 102. |                                     |                                     |                                     |                                     |
| 105                      | Peter Koning             | Niederlande              | 115.                     | 115 | Roy Goldstein                    | Israel                           | 110.                             | 125                              | Péter Kusztor       | Ungarn                            | 074.                              | 135                               | Stephan Rabitsch                  | Osterreich         | 026.                               | 145                                | Andreas Hofer                      | Osterreich                         | 109. |                                     |                                     |                                     |                                     |
| 106                      | Lars Petter Nordhaug     | Norwegen                 | DNF                      | 116 | Hamish Schreurs                  | Neuseeland                       | 078.                             | 126                              | Matej Mugerli       | Slowenien                         | 080.                              | 136                               | Johannes Schinnagel               | Deutschland        | DNF                                | 146                                | Dominik Hrinkow                    | Osterreich                         | 114. |                                     |                                     |                                     |                                     |
| 107                      | Daniel Pearson           | Vereinigtes Konigreich   | 034.                     | 117 | Daniel Turek                     | Tschechien                       | 091.                             | 127                              | Thomas Umhaller     | Osterreich                        | 116.                              | 137                               | Lukas Schlemmer                   | Osterreich         | DNF                                | 147                                | Christian Mager                    | Deutschland                        | 033. |                                     |                                     |                                     |                                     |
| 108                      | Calvin Watson            | Australien               | 064.                     | 118 | Dennis van Winden                | Niederlande                      | 050.                             | 128                              | Hermann Pernsteiner | Osterreich                        | 012.                              | 138                               | Riccardo Zoidl                    | Osterreich         | 015.                               | 148                                | Dennis Paulus                      | Osterreich                         | 082. |                                     |                                     |                                     |                                     |
| T                        | Nicki Sørensen           |                          | –                        | T   | Kjell Carlström                  |                                  | –                                | T                                | Luka Zele           |                                   | –                                 | T                                 | Andreas Grossek                   |                    | –                                  | T                                  | Josef Benetseder                   |                                    | –    |                                     |                                     |                                     |                                     |
|                          |                          |                          |                          |     |                                  |                                  |                                  |                                  |                     |                                   |                                   |                                   |                                   |                    |                                    |                                    |                                    |                                    |      |                                     |                                     |                                     |                                     |
| (TIR) Tirol Cycling Team | (TIR) Tirol Cycling Team | (TIR) Tirol Cycling Team | (TIR) Tirol Cycling Team |     | (VOL) Team Vorarlberg            | (VOL) Team Vorarlberg            | (VOL) Team Vorarlberg            | (VOL) Team Vorarlberg            |                     | (WSA) WSA-Greenlife               | (WSA) WSA-Greenlife               | (WSA) WSA-Greenlife               | (WSA) WSA-Greenlife               |                    |                                    |                                    |                                    |                                    |      |                                     |                                     |                                     |                                     |
| Nr.                      | Fahrer                   | Nation                   | Rang                     | Nr. | Fahrer                           | Nation                           | Rang                             | Nr.                              | Fahrer              | Nation                            | Rang                              |                                   |                                   |                    |                                    |                                    |                                    |                                    |      |                                     |                                     |                                     |                                     |
| 151                      | Benjamin Brkic           | Osterreich               | 043.                     | 161 | Sebastian Baldauf                | Deutschland                      | 024.                             | 171                              | Florian Bissinger   | Deutschland                       | 047.                              |                                   |                                   |                    |                                    |                                    |                                    |                                    |      |                                     |                                     |                                     |                                     |
| 152                      | Clemens Fankhauser       | Osterreich               | 045.                     | 162 | Gian Friesecke                   | Schweiz                          | 042.                             | 172                              | Marco Friedrich     | Osterreich                        | 111.                              |                                   |                                   |                    |                                    |                                    |                                    |                                    |      |                                     |                                     |                                     |                                     |
| 153                      | Filippo Fortin           | Italien                  | 087.                     | 163 | Daniel Geismayr                  | Osterreich                       | 016.                             | 173                              | Matthias Grick      | Osterreich                        | DNF                               |                                   |                                   |                    |                                    |                                    |                                    |                                    |      |                                     |                                     |                                     |                                     |
| 154                      | Patrick Gamper           | Osterreich               |                          | 164 | Reinier Honig                    | Niederlande                      | 076.                             | 174                              | Hans-Jörg Leopold   | Osterreich                        | 085.                              |                                   |                                   |                    |                                    |                                    |                                    |                                    |      |                                     |                                     |                                     |                                     |
| 155                      | Matthias Krizek          | Osterreich               | 054.                     | 165 | Maximilian Hammerle              | Osterreich                       | 098.                             | 175                              | Timon Loderer       | Deutschland                       | 088.                              |                                   |                                   |                    |                                    |                                    |                                    |                                    |      |                                     |                                     |                                     |                                     |
| 156                      | Maximilian Kuen          | Osterreich               | DNF                      | 166 | Fabian Lienhard                  | Schweiz                          | 068.                             | 176                              | Stefan Pöll         | Osterreich                        | 108.                              |                                   |                                   |                    |                                    |                                    |                                    |                                    |      |                                     |                                     |                                     |                                     |
| 157                      | Enrico Salvador          | Italien                  | 092.                     | 167 | Lukas Meiler                     | Deutschland                      | 113.                             | 177                              | Jodok Salzmann      | Osterreich                        | 083.                              |                                   |                                   |                    |                                    |                                    |                                    |                                    |      |                                     |                                     |                                     |                                     |
| 158                      | Seb. Schönberger         | Osterreich               | 057.                     | 168 | Patrick Schelling                | Schweiz                          | 014.                             | 178                              | Helmut Trettwer     | Deutschland                       | DNF                               |                                   |                                   |                    |                                    |                                    |                                    |                                    |      |                                     |                                     |                                     |                                     |
| T                        | Roberto Damiani          |                          | –                        | T   | Werner Salmen                    |                                  | –                                | T                                | Christoph Resl      |                                   | –                                 |                                   |                                   |                    |                                    |                                    |                                    |                                    |      |                                     |                                     |                                     |                                     |

## Etappen
| Etappe | Datum   | von – nach                       | Länge in Kilometer | Höhen- meter | Etappensieger      | Gesamtführender |
| ------ | ------- | -------------------------------- | ------------------ | ------------ | ------------------ | --------------- |
| Prolog | 2. Juli | Graz – Grazer Schloßberg         | 000,8              | 0088         | Oscar Gatto        | Oscar Gatto     |
| 1.     | 3. Juli | Graz – Wien                      | 193,8              | 0799         | Elia Viviani       | Sep Vanmarcke   |
| 2.     | 4. Juli | Wien – Pöggstall                 | 199,6              | 1389         | Tom-Jelte Slagter  | Sep Vanmarcke   |
| 3.     | 5. Juli | Wieselburg – Altheim             | 226,2              | 1017         | Elia Viviani       | Sep Vanmarcke   |
| 4.     | 6. Juli | Salzburg – Kitzbüheler Horn      | 082,7              | 1054         | Miguel Ángel López | Stefan Denifl   |
| 5.     | 7. Juli | Kitzbühel – St. Johann-Alpendorf | 212,5              | 3258         | Ben O’Connor       | Stefan Denifl   |
| 6.     | 8. Juli | St. Johann-Alpendorf – Wels      | 203,9              | 1021         | Clément Venturini  | Stefan Denifl   |

### Prolog (Graz – Grazer Schloßberg)

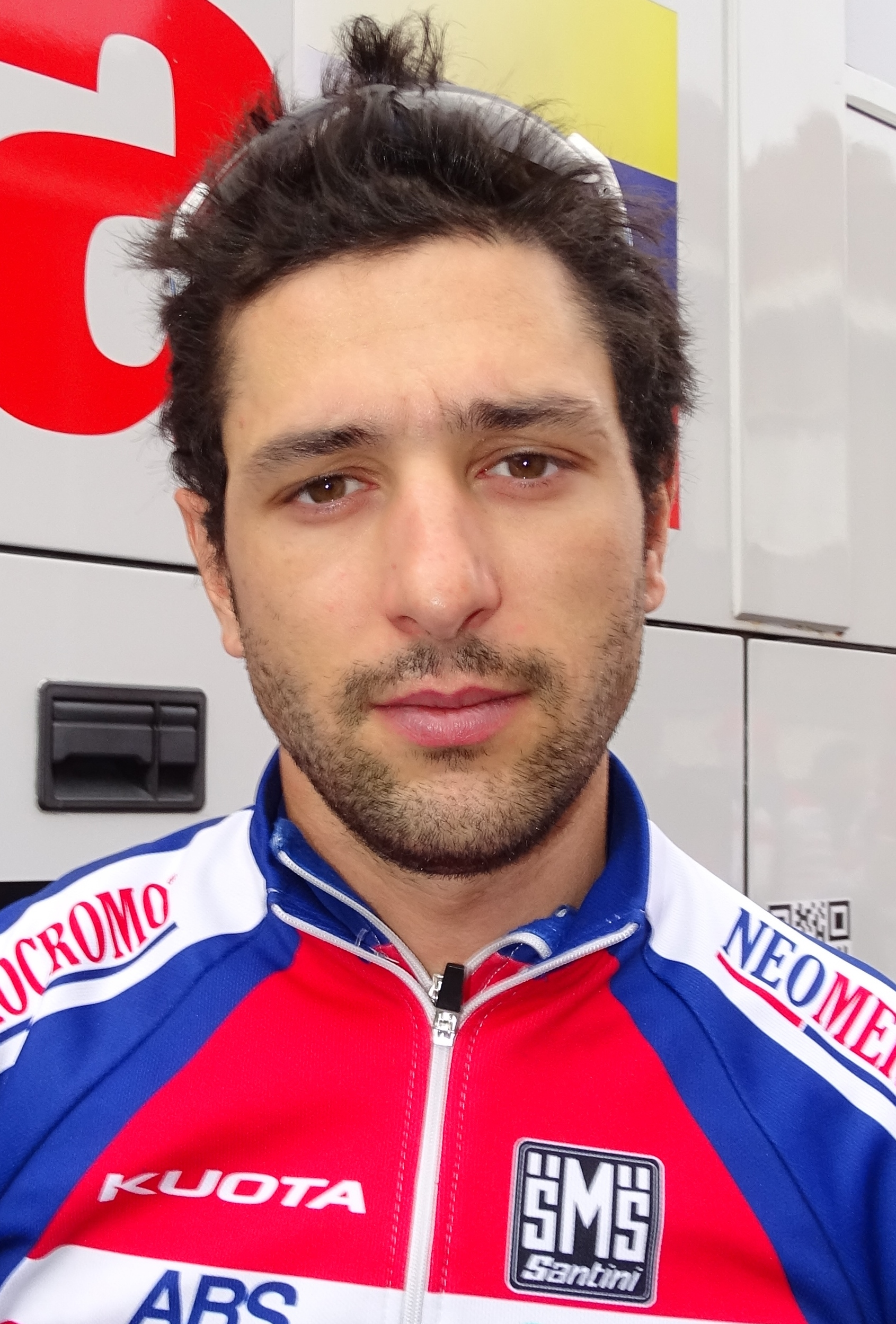
Sieger des Prologs: Oscar Gatto

| Rang | Fahrer / Nation    | Team                    | Zeit   |
| ---- | ------------------ | ----------------------- | ------ |
| 1.   | Oscar Gatto        | Astana                  | 2:11   |
| 2.   | Miguel Ángel López | Astana                  | + 0:01 |
| 3.   | William Clarke     | Cannondale-Drapac       | + 0:04 |
| 4.   | Markus Eibegger    | Felbermayr Simplon Wels | + 0:06 |
| 5.   | Sep Vanmarcke      | Cannondale-Drapac       | + 0:07 |
| 6.   | Anthony Perez      | Cofidis                 | + 0:07 |

| Rang | Fahrer / Nation    | Team                    | Zeit   |
| ---- | ------------------ | ----------------------- | ------ |
| 1.   | Oscar Gatto        | Astana                  | 2:11   |
| 2.   | Miguel Ángel López | Astana                  | + 0:01 |
| 3.   | William Clarke     | Cannondale-Drapac       | + 0:04 |
| 4.   | Markus Eibegger    | Felbermayr Simplon Wels | + 0:06 |
| 5.   | Sep Vanmarcke      | Cannondale-Drapac       | + 0:07 |
| 6.   | Anthony Perez      | Cofidis                 | + 0:07 |

### 1. Etappe (Graz – Wien)

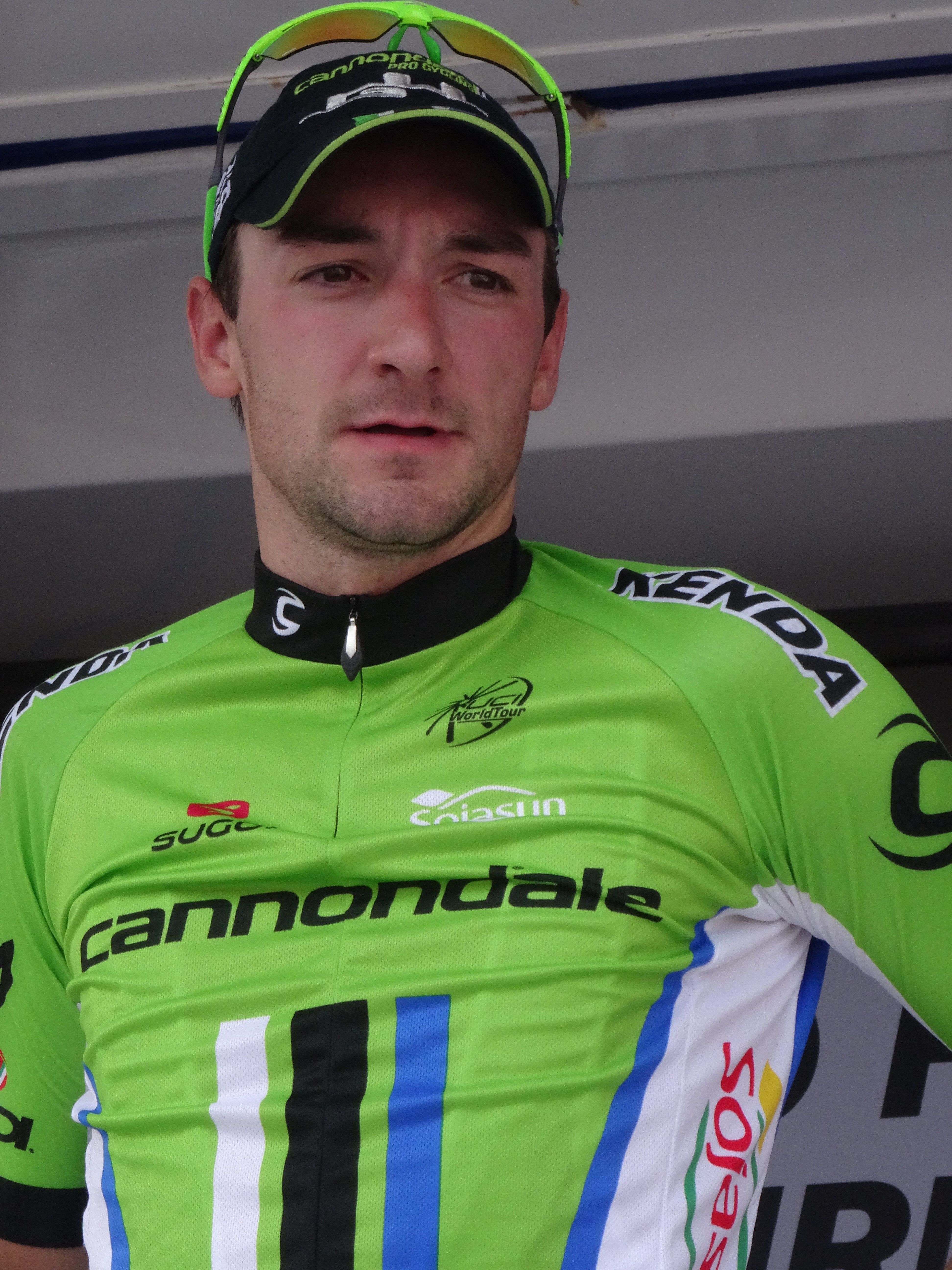
Sieger der 1. Etappe: Elia Viviani

| Rang | Fahrer / Nation  | Team                   | Zeit         |
| ---- | ---------------- | ---------------------- | ------------ |
| 1.   | Elia Viviani     | Nazionale Italiana     | 4:28:50      |
| 2.   | Sep Vanmarcke    | Cannondale Drapac      | gleiche Zeit |
| 3.   | Jason Lowndes    | Israel Cycling Academy | gleiche Zeit |
| 4.   | Rok Korošec      | Amplatz-BMC            | gleiche Zeit |
| 5.   | Youcef Reguigui  | Dimension Data         | gleiche Zeit |
| 6.   | Alexander Porsev | Gazprom-RusVelo        | gleiche Zeit |

| Rang | Fahrer / Nation  | Team                    | Zeit    |
| ---- | ---------------- | ----------------------- | ------- |
| 1.   | Sep Vanmarcke    | Cannondale Drapac       | 4:31:02 |
| 2.   | William Clarke   | Cannondale-Drapac       | +0:03   |
| 3.   | Markus Eibegger  | Felbermayr Simplon Wels | +0:05   |
| 4.   | Andrea Vendrame  | Nazionale Italiana      | +0:07   |
| 5.   | Elia Viviani     | Nazionale Italiana      | +0:09   |
| 6.   | Stephan Rabitsch | Felbermayr Simplon Wels | +0:10   |

| Sprintwertung Hartberg | Sprintwertung Hartberg | Sprintwertung Schwarzau am Steinfeld | Sprintwertung Schwarzau am Steinfeld | Sprintwertung Münchendorf | Sprintwertung Münchendorf | Bergwertung Mönichkirchen (Kategorie 2) | Bergwertung Mönichkirchen (Kategorie 2) |
| Pl.                    | Fahrer                 | Pl.                                  | Fahrer                               | Pl.                       | Fahrer                    | Pl.                                     | Fahrer                                  |
| ---------------------- | ---------------------- | ------------------------------------ | ------------------------------------ | ------------------------- | ------------------------- | --------------------------------------- | --------------------------------------- |
| 1.                     | Hans-Jörg Leopold      | 1.                                   | Patrick Gamper                       | 1.                        | Patrick Gamper            | 1.                                      | Stephan Rabitsch                        |
| 2.                     | Patrick Gamper         | 2.                                   | Stephan Rabitsch                     | 2.                        | Stephan Rabitsch          | 2.                                      | Gatis Smukulis                          |
| 3.                     | Péter Kusztor          | 3.                                   | Gatis Smukulis                       | 3.                        | Gatis Smukulis            | 3.                                      | Hans-Jörg Leopold                       |

### 2. Etappe (Wien – Pöggstall)

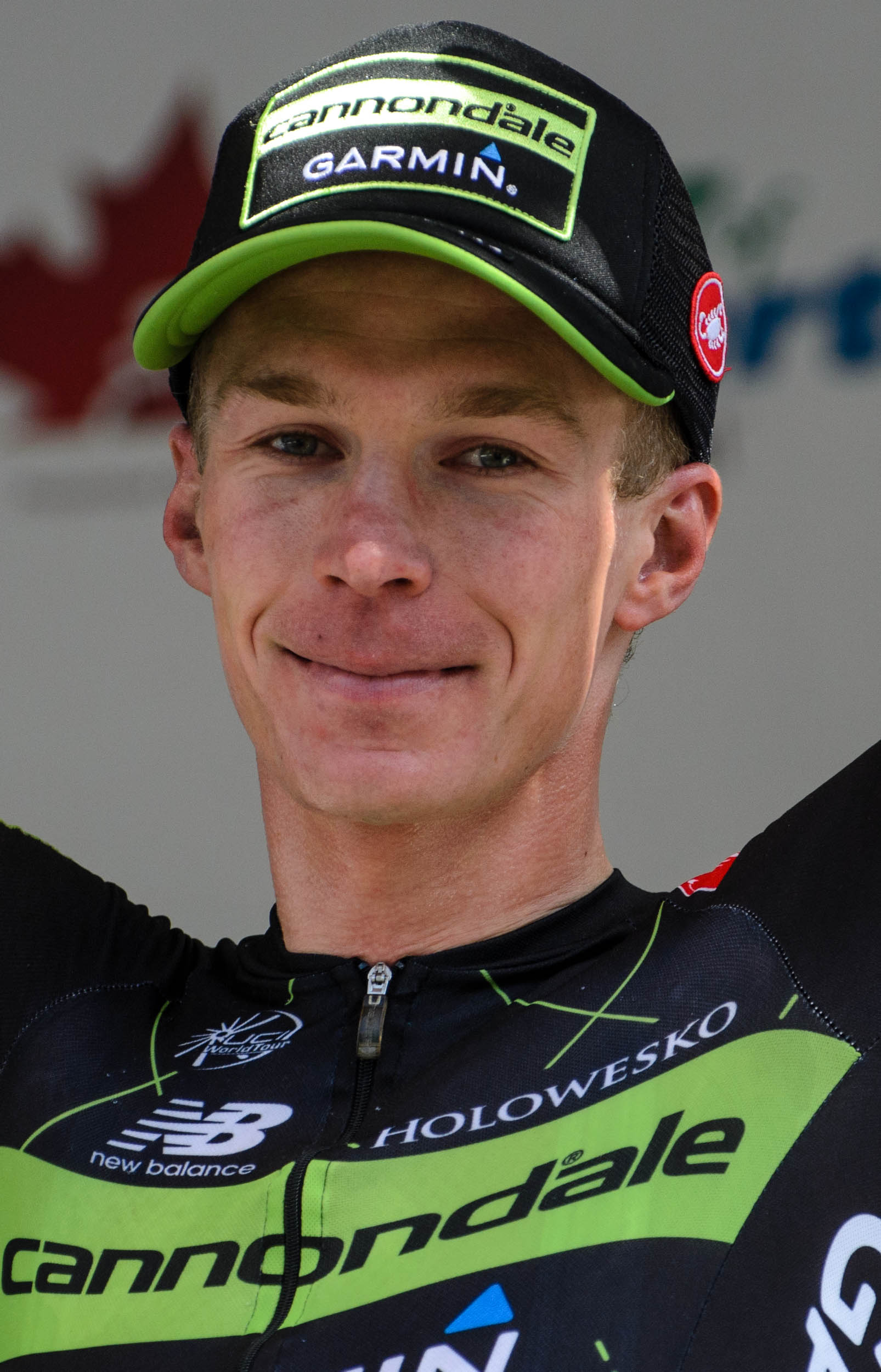
Sieger der 2. Etappe: Tom-Jelte Slagter

| Rang | Fahrer / Nation    | Team                        | Zeit         |
| ---- | ------------------ | --------------------------- | ------------ |
| 1.   | Tom-Jelte Slagter  | Cannondale Drapac           | 5:00:08      |
| 2.   | Mekseb Debesay     | Dimension Data              | gleiche Zeit |
| 3.   | Miguel Ángel López | Astana Pro Team             | gleiche Zeit |
| 4.   | Martijn Tusveld    | Roompot-Nederlandse Loterij | gleiche Zeit |
| 5.   | Sep Vanmarcke      | Cannondale Drapac           | +0:09        |
| 6.   | Clément Venturini  | Cofidis, Solutions Crédits  | +0:09        |

| Rang | Fahrer / Nation     | Team                    | Zeit    |
| ---- | ------------------- | ----------------------- | ------- |
| 1.   | Sep Vanmarcke       | Cannondale Drapac       | 9:31:19 |
| 2.   | Andrea Vendrame     | Nazionale Italiana      | +0:07   |
| 3.   | Stephan Rabitsch    | Felbermayr Simplon Wels | +0:10   |
| 4.   | Sven Erik Bystrøm   | Team Katusha Alpecin    | +0:11   |
| 5.   | Iwan Sawizki        | Gazprom-RusVelo         | +0:11   |
| 6.   | Felix Großschartner | CCC Sprandi Polkowice   | +0:11   |

| Sprintwertung Hautzendorf | Sprintwertung Hautzendorf | Sprintwertung Dürnstein | Sprintwertung Dürnstein | Bergwertung Jasenegg (Kategorie 2) | Bergwertung Jasenegg (Kategorie 2) | Bergwertung Jasenegg (Kategorie 2) | Bergwertung Jasenegg (Kategorie 2) |
| Pl.                       | Fahrer                    | Pl.                     | Fahrer                  | Pl.                                | Fahrer                             | Pl.                                | Fahrer                             |
| ------------------------- | ------------------------- | ----------------------- | ----------------------- | ---------------------------------- | ---------------------------------- | ---------------------------------- | ---------------------------------- |
| 1.                        | Helmut Trettwer           | 1.                      | Patryk Stosz            | 1.                                 | Stephan Rabitsch                   | 1.                                 | Fabian Lienhard                    |
| 2.                        | Patryk Stosz              | 2.                      | Marcel Neuhauser        | 2.                                 | Giulio Ciccone                     | 2.                                 | Tom-Jelte Slagter                  |
| 3.                        | Seb. Schönberger          | 3.                      | Helmut Trettwer         | 3.                                 | Stefan Denifl                      | 3.                                 | Stefan Denifl                      |

### 3. Etappe (Wieselburg – Altheim)

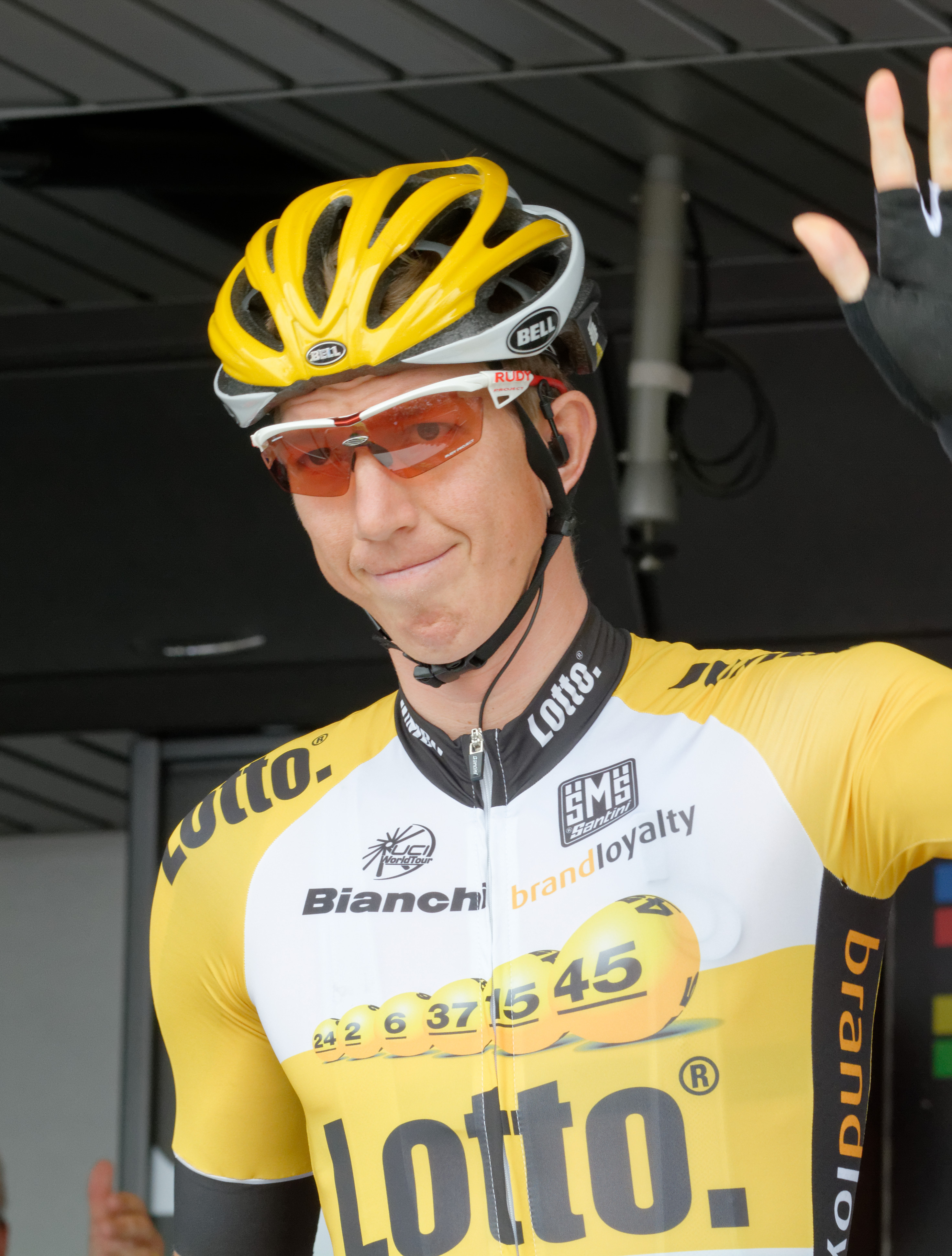
Führt seit der 1. Etappe die Tour an: Sep Vanmarcke

| Rang | Fahrer / Nation   | Team                       | Zeit         |
| ---- | ----------------- | -------------------------- | ------------ |
| 1.   | Elia Viviani      | Nazionale Italiana         | 5:22:12      |
| 2.   | Jason Lowndes     | Israel Cycling Academy     | gleiche Zeit |
| 3.   | Sep Vanmarcke     | Cannondale Drapac          | gleiche Zeit |
| 4.   | Filippo Fortin    | Tirol Cycling Team         | gleiche Zeit |
| 5.   | Clément Venturini | Cofidis, Solutions Crédits | gleiche Zeit |
| 6.   | Ryan Gibbons      | Dimension Data             | gleiche Zeit |

| Rang | Fahrer / Nation     | Team                    | Zeit     |
| ---- | ------------------- | ----------------------- | -------- |
| 1.   | Sep Vanmarcke       | Cannondale Drapac       | 14:53:27 |
| 2.   | Andrea Vendrame     | Nazionale Italiana      | +0:11    |
| 3.   | Stephan Rabitsch    | Felbermayr Simplon Wels | +0:14    |
| 4.   | Sven Erik Bystrøm   | Team Katusha Alpecin    | +0:15    |
| 5.   | Iwan Sawizki        | Gazprom-RusVelo         | +0:15    |
| 6.   | Felix Großschartner | CCC Sprandi Polkowice   | +0:15    |

| Sprintwertung Lambach | Sprintwertung Lambach | Sprintwertung Altheim | Sprintwertung Altheim | Bergwertung Turmberg (Kategorie 3) | Bergwertung Turmberg (Kategorie 3) | Bergwertung Schnaidt (Kategorie 3) | Bergwertung Schnaidt (Kategorie 3) | Bergwertung Maria Schmolln (Kategorie 3) | Bergwertung Maria Schmolln (Kategorie 3) |
| Pl.                   | Fahrer                | Pl.                   | Fahrer                | Pl.                                | Fahrer                             | Pl.                                | Fahrer                             | Pl.                                      | Fahrer                                   |
| --------------------- | --------------------- | --------------------- | --------------------- | ---------------------------------- | ---------------------------------- | ---------------------------------- | ---------------------------------- | ---------------------------------------- | ---------------------------------------- |
| 1.                    | Jan Tratnik           | 1.                    | Jay Robert Thomson    | 1.                                 | Maximilian Hammerle                | 1.                                 | Stephan Rabitsch                   | 1.                                       | Stephan Rabitsch                         |
| 2.                    | Péter Kusztor         | 2.                    | Simone Velasco        | 2.                                 | Jan Tratnik                        | 2.                                 | Gian Friesecke                     | 2.                                       | Pawel Kotschetkow                        |
| 3.                    | Maximilian Hammerle   | 3.                    | Davide Ballerini      | 3.                                 | Péter Kusztor                      | 3.                                 | Reinier Honig                      | 3.                                       | Angel Madrazo Ruiz                       |

### 4. Etappe (Salzburg – Kitzbüheler Horn)

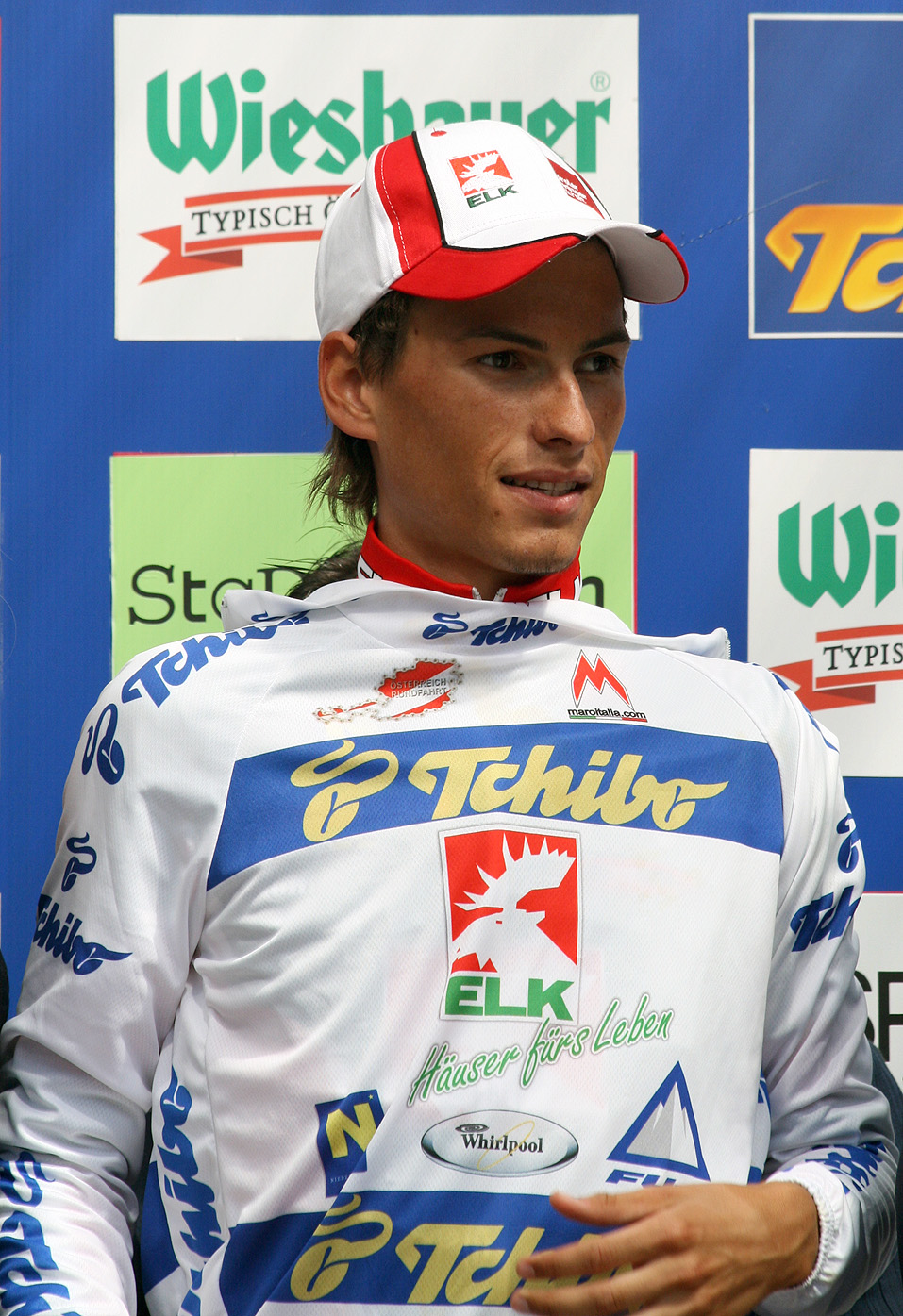
Übernahm 2017 am Kitzbüheler Horn die Gesamtführung, wurde 2019 wegen Dopings disqualifiziert: Stefan Denifl

| Rang | Fahrer / Nation    | Team                         | Zeit         |
| ---- | ------------------ | ---------------------------- | ------------ |
| 1.   | Miguel Ángel López | Astana Pro Team              | 2:09:16      |
| 2.   | Stefan Denifl      | Aqua Blue Sport              | +0:17        |
| 2.   | Giulio Ciccone     | Nazionale Italiana           | +0:50        |
| 3.   | Alexei Rybalkin    | Gazprom-RusVelo              | +0:52        |
| 4.   | Delio Fernández    | Delko Marseille Provence KTM | gleiche Zeit |
| 5.   | Rein Taaramäe      | Team Katusha Alpecin         | +0:54        |

| Rang | Fahrer / Nation      | Team                         | Zeit     |
| ---- | -------------------- | ---------------------------- | -------- |
| 1.   | Stefan Denifl        | Aqua Blue Sport              | 17:03:10 |
| 1.   | Delio Fernández      | Delko Marseille Provence KTM | 17:03:51 |
| 2.   | Miguel Ángel López   | Astana Pro Team              | +0:15    |
| 3.   | Rein Taaramäe        | Team Katusha Alpecin         | +0:20    |
| 4.   | Felix Großschartner  | CCC Sprandi Polkowice        | +0:41    |
| 5.   | Daniel Teklehaimanot | Dimension Data               | +1:40    |

| Sprintwertung Lofer | Sprintwertung Lofer | Sprintwertung Kitzbühel | Sprintwertung Kitzbühel | Bergwertung Steinpaß (Kategorie 3) | Bergwertung Steinpaß (Kategorie 3) | Bergwertung Kitzbüheler Horn (Kateg. HC) | Bergwertung Kitzbüheler Horn (Kateg. HC) |
| Pl.                 | Fahrer              | Pl.                     | Fahrer                  | Pl.                                | Fahrer                             | Pl.                                      | Fahrer                                   |
| ------------------- | ------------------- | ----------------------- | ----------------------- | ---------------------------------- | ---------------------------------- | ---------------------------------------- | ---------------------------------------- |
| 1.                  | Elia Viviani        | 1.                      | Elia Viviani            | 1.                                 | Stephan Rabitsch                   | 1.                                       | Miguel Ángel López                       |
| 2.                  | Pim Ligthart        | 2.                      | Loïc Chetout            | 2.                                 | Markus Eibegger                    | 2.                                       | Giulio Ciccone Stefan Denifl             |
| 3.                  | Daniel Diaz         | 3.                      | Daniel Diaz             | 3.                                 | Seb. Schönberger                   | 3.                                       |                                          |

### 5. Etappe (Kitzbühel – St. Johann-Alpendorf)

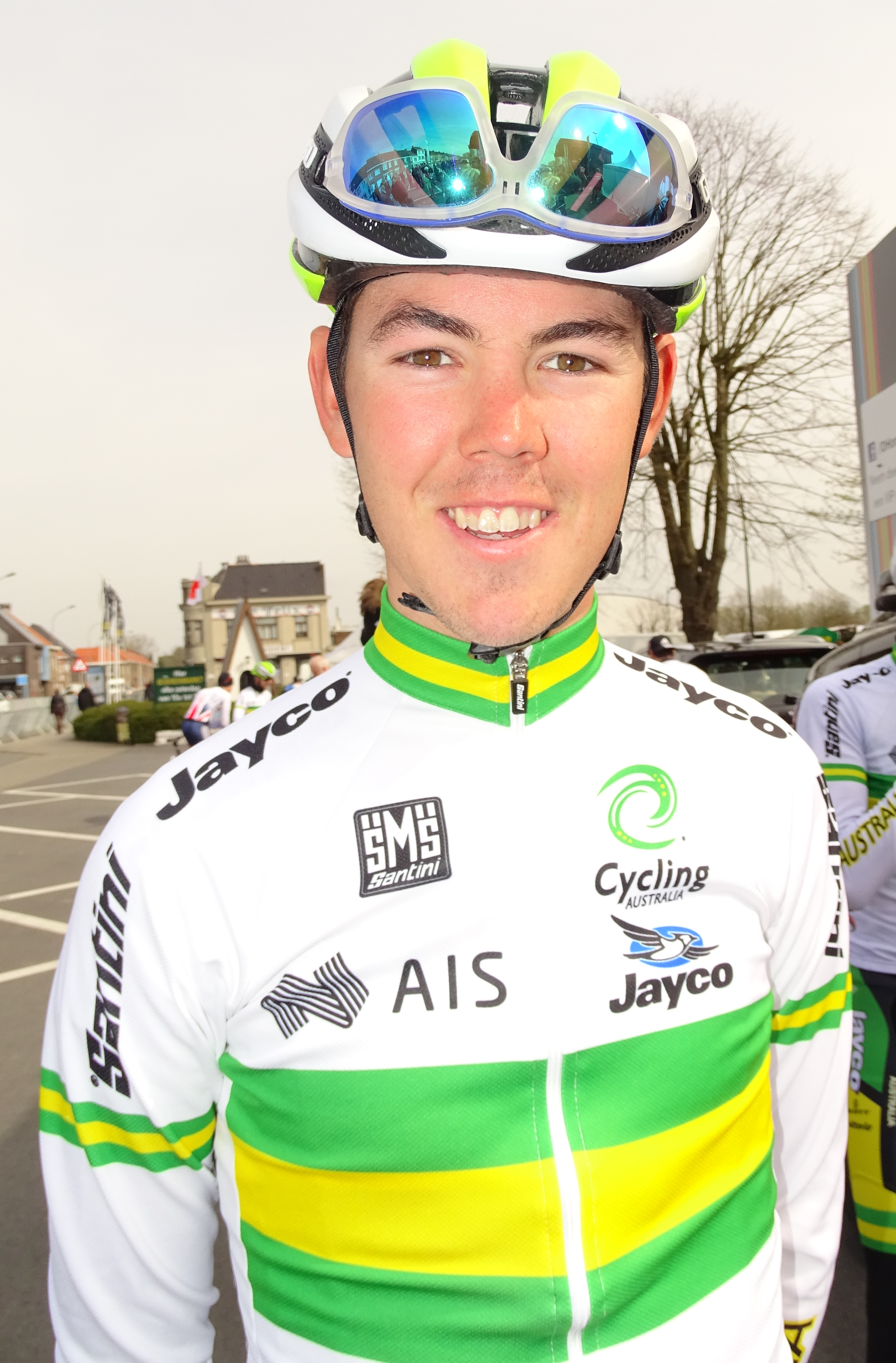
Sieger der 5. Etappe: Ben O’Connor

| Rang | Fahrer / Nation     | Team                         | Zeit         |
| ---- | ------------------- | ---------------------------- | ------------ |
| 1.   | Ben O’Connor        | Dimension Data               | 5:35:34      |
| 2.   | Riccardo Zoidl      | Felbermayr Simplon Wels      | +0:11        |
| 3.   | Pieter Weening      | Roompot-Nederlandse Loterij  | +1:40        |
| 4.   | Giulio Ciccone      | Nazionale Italiana           | +1:46        |
| 5.   | Felix Großschartner | CCC Sprandi Polkowice        | gleiche Zeit |
| 6.   | Delio Fernández     | Delko Marseille Provence KTM | +1:58        |

| Rang | Fahrer / Nation     | Team                         | Zeit     |
| ---- | ------------------- | ---------------------------- | -------- |
| 1.   | Stefan Denifl       | Aqua Blue Sport              | 22:40:46 |
| 1.   | Delio Fernández     | Delko Marseille Provence KTM | 22:41:23 |
| 2.   | Miguel Ángel López  | Astana Pro Team              | +0:22    |
| 3.   | Felix Großschartner | CCC Sprandi Polkowice        | +0:28    |
| 4.   | Ben O’Connor        | Dimension Data               | +0:31    |
| 5.   | Giulio Ciccone      | Nazionale Italiana           | +1:29    |

| Sprintwertung Mittersill | Sprintwertung Mittersill | Sprintwertung Heiligenblut | Sprintwertung Heiligenblut | Bergwertung Felbertauern (Kategorie 1) | Bergwertung Felbertauern (Kategorie 1) | Bergwertung Iselsberg (Kategorie 2) | Bergwertung Iselsberg (Kategorie 2) | Bergwertung Hochtor (Kategorie HC) „Glocknerkönig“ | Bergwertung Hochtor (Kategorie HC) „Glocknerkönig“ | Bergwertung Fuschertörl (Kategorie ) | Bergwertung Fuschertörl (Kategorie ) |
| Pl.                      | Fahrer                   | Pl.                        | Fahrer                     | Pl.                                    | Fahrer                                 | Pl.                                 | Fahrer                              | Pl.                                                | Fahrer                                             | Pl.                                  | Fahrer                               |
| ------------------------ | ------------------------ | -------------------------- | -------------------------- | -------------------------------------- | -------------------------------------- | ----------------------------------- | ----------------------------------- | -------------------------------------------------- | -------------------------------------------------- | ------------------------------------ | ------------------------------------ |
| 1.                       | Gatis Smukulis           | 1.                         | Tom-Jelte Slagter          | 1.                                     | Riccardo Zoidl                         | 1.                                  | Ben O’Connor                        | 1.                                                 | Pieter Weening                                     | 1.                                   | Pieter Weening                       |
| 2.                       | Matthias Krizek          | 2.                         | Ben O’Connor               | 2.                                     | Ben O’Connor                           | 2.                                  | Anthony Perez                       | 2.                                                 | Riccardo Zoidl                                     | 2.                                   | Riccardo Zoidl                       |
| 3.                       | Davide Ballerini         | 3.                         | Riccardo Zoidl             | 3.                                     | Anthony Perez                          | 3.                                  | Pieter Weening                      | 3.                                                 | Ben O’Connor                                       | 3.                                   | Miguel Ángel López                   |

### 6. Etappe (St. Johann-Alpendorf – Wels)

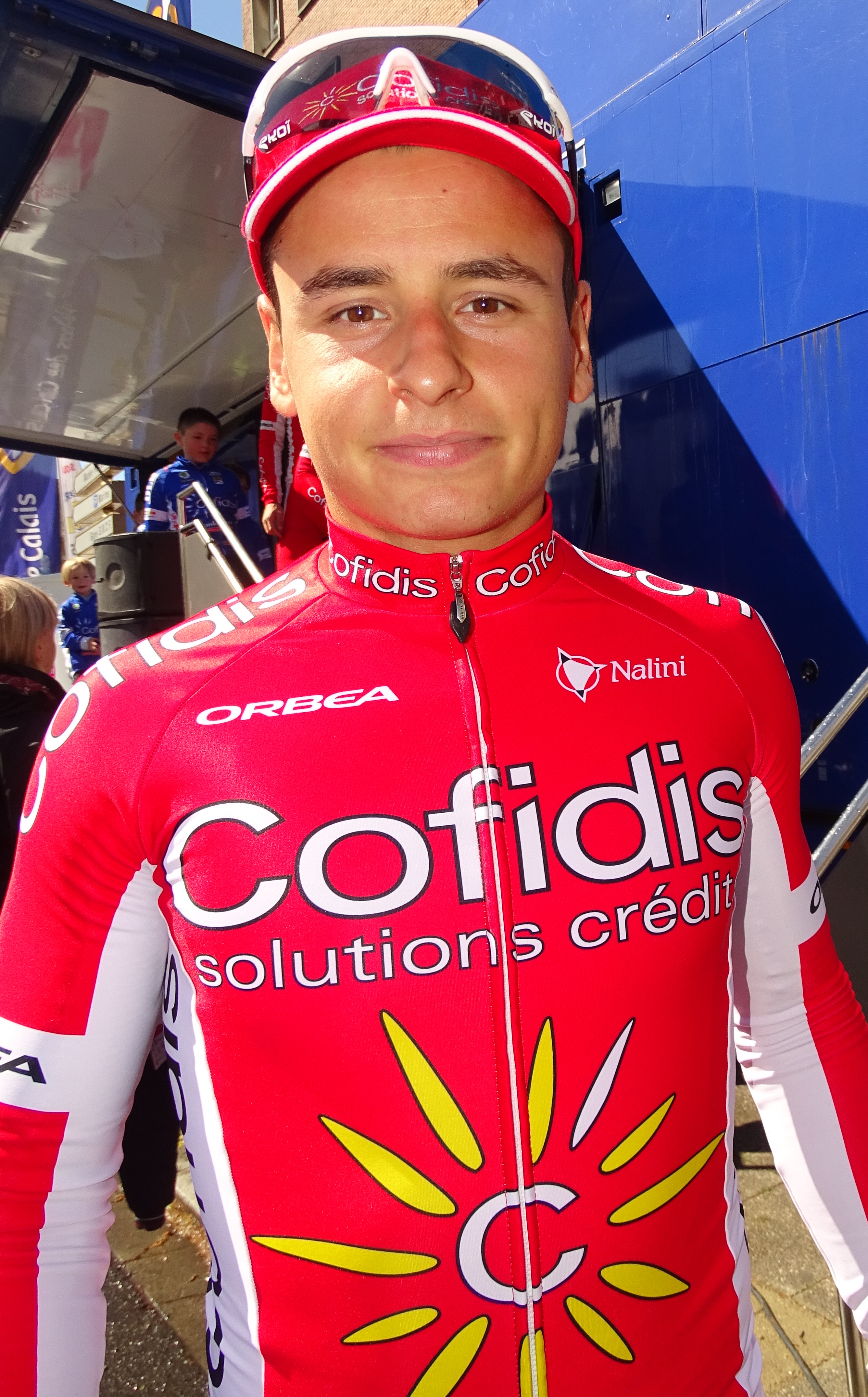
Sieger der 6. Etappe: Clément Venturini

| Rang | Fahrer / Nation   | Team                        | Zeit         |
| ---- | ----------------- | --------------------------- | ------------ |
| 1.   | Clément Venturini | Cofidis, Solutions Crédits  | 4:29:21      |
| 2.   | Sep Vanmarcke     | Cannondale Drapac           | gleiche Zeit |
| 3.   | Ryan Gibbons      | Dimension Data              | gleiche Zeit |
| 4.   | Pim Ligthart      | Roompot-Nederlandse Loterij | gleiche Zeit |
| 5.   | Iwan Sawizki      | Gazprom-RusVelo             | gleiche Zeit |
| 6.   | Davide Ballerini  | Nazionale Italiana          | gleiche Zeit |

| Rang | Fahrer / Nation     | Team                         | Zeit     |
| ---- | ------------------- | ---------------------------- | -------- |
| 1.   | Stefan Denifl       | Aqua Blue Sport              | 22:40:46 |
| 1.   | Delio Fernández     | Delko Marseille Provence KTM | 22:41:23 |
| 2.   | Miguel Ángel López  | Astana Pro Team              | +0:22    |
| 3.   | Felix Großschartner | CCC Sprandi Polkowice        | +0:28    |
| 4.   | Ben O’Connor        | Dimension Data               | +0:31    |
| 5.   | Giulio Ciccone      | Nazionale Italiana           | +1:29    |

| Sprintwertung Bad Ischl | Sprintwertung Bad Ischl | Sprintwertung Wels | Sprintwertung Wels  | Sprintwertung Wels | Sprintwertung Wels  | Bergwertung St. Martin a. T. (Kategorie 3) | Bergwertung St. Martin a. T. (Kategorie 3) | Bergwertung Pass Gschütt (Kategorie 3) | Bergwertung Pass Gschütt (Kategorie 3) | Bergwertung Hochlecken (Kategorie 2) | Bergwertung Hochlecken (Kategorie 2) |
| Pl.                     | Fahrer                  | Pl.                | Fahrer              | Pl.                | Fahrer              | Pl.                                        | Fahrer                                     | Pl.                                    | Fahrer                                 | Pl.                                  | Fahrer                               |
| ----------------------- | ----------------------- | ------------------ | ------------------- | ------------------ | ------------------- | ------------------------------------------ | ------------------------------------------ | -------------------------------------- | -------------------------------------- | ------------------------------------ | ------------------------------------ |
| 1.                      | Rémy Di Gregorio        | 1.                 | Felix Großschartner | 1.                 | Artjom Sacharow     | 1.                                         | Pieter Weening                             | 1.                                     | Jan Tratnik                            | 1.                                   | Rémy Di Gregorio                     |
| 2.                      | Reinier Honig           | 2.                 | Péter Kusztor       | 2.                 | Felix Großschartner | 2.                                         | Pim Ligthart                               | 2.                                     | Tom-Jelte Slagter                      | 2.                                   | Laurens De Vreese                    |
| 3.                      | Laurens De Vreese       | 3.                 | Pawel Kotschetkow   | 3.                 | Laurens De Vreese   | 3.                                         | Stephan Rabitsch                           | 3.                                     | Delio Fernández                        | 3.                                   | Pieter Weening                       |

## Wertungstrikots
| Etappe | Etappensieger      | Gesamtwertung                 | Bergwertung                  | Punktewertung             | Bester Österreicher               | Teamwertung           |
| ------ | ------------------ | ----------------------------- | ---------------------------- | ------------------------- | --------------------------------- | --------------------- |
| Prolog | Oscar Gatto        | Oscar Gatto                   | Oscar Gatto (5 Punkte)       |                           | Markus Eibegger                   | Astana Pro Team       |
| 1.     | Elia Viviani       | Sep Vanmarcke                 | Stephan Rabitsch (8 Punkte)  | Elia Viviani (15 Punkte)  | Markus Eibegger                   | EF Education-EasyPost |
| 2.     | Tom-Jelte Slagter  | Sep Vanmarcke                 | Stephan Rabitsch (16 Punkte) | Sep Vanmarcke (19 Punkte) | Stephan Rabitsch                  | Team Dimension Data   |
| 3.     | Elia Viviani       | Sep Vanmarcke                 | Stephan Rabitsch (26 Punkte) | Elia Viviani (30 Punkte)  | Stephan Rabitsch                  | Team Dimension Data   |
| 4.     | Miguel Ángel López | Delio Fernández Stefan Denifl | Stephan Rabitsch (31 Punkte) | Elia Viviani (38 Punkte)  | Felix Großschartner Stefan Denifl | Gazprom-RusVelo       |
| 5.     | Ben O’Connor       | Delio Fernández Stefan Denifl | Stephan Rabitsch (31 Punkte) | Elia Viviani (38 Punkte)  | Felix Großschartner Stefan Denifl | Team Dimension Data   |
| 6.     | Clément Venturini  | Delio Fernández Stefan Denifl | Pieter Weening (38 Punkte)   | Sep Vanmarcke (41 Punkte) | Felix Großschartner Stefan Denifl | Team Dimension Data   |